# Hofzüge der Regenten von Bayern

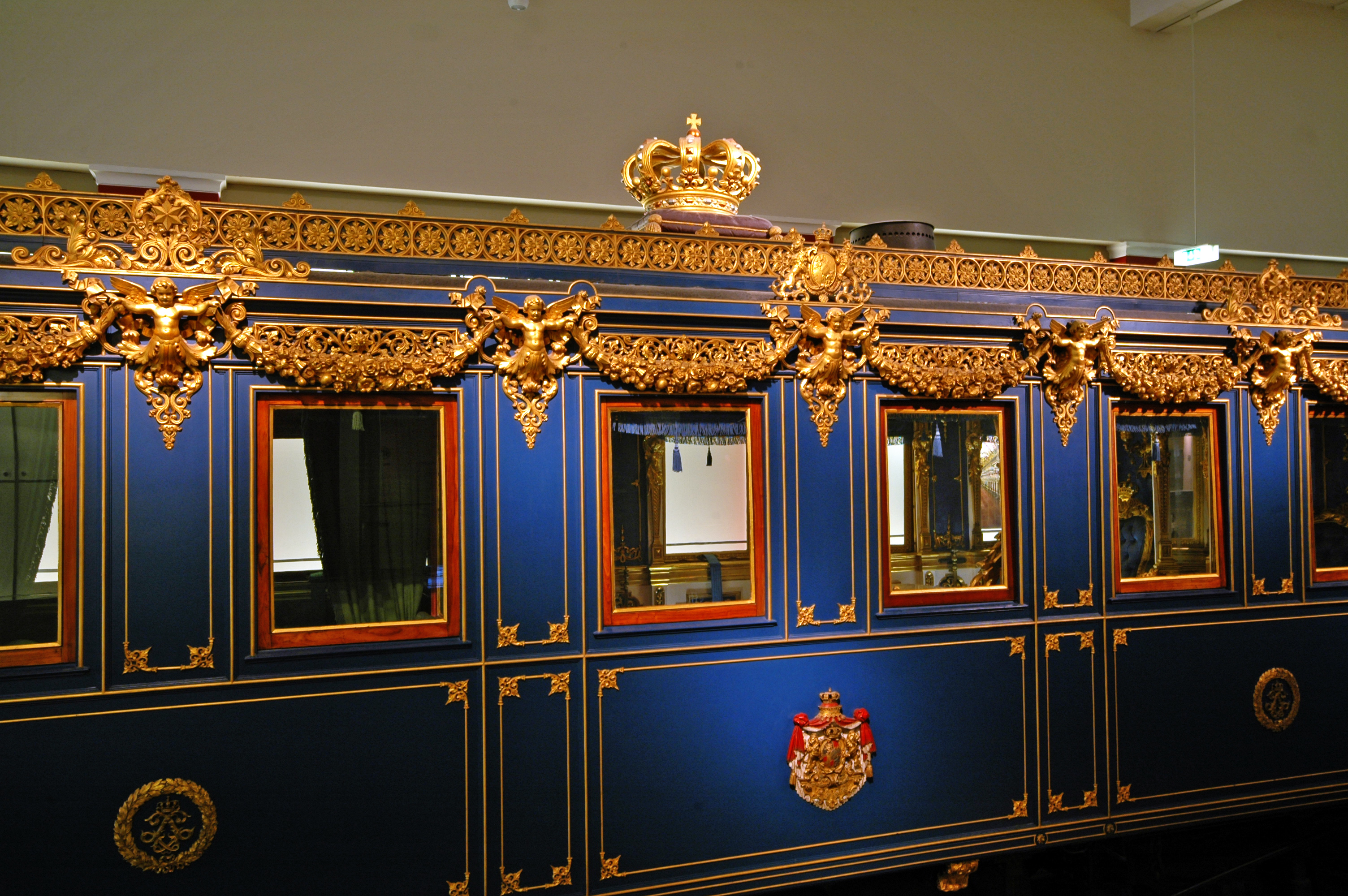
Salonwagen König Ludwig II. im Verkehrsmuseum Nürnberg

Die Hofzüge der Regenten von Bayern wurden zwischen 1850 und 1918 aus einer Reihe immer wieder ergänzter und den technischen Neuerungen der Zeit angepasster Salonwagen gebildet. Die berühmtesten Fahrzeuge aus den Hofzügen sind die beiden „Ludwigswagen“, die museal im Verkehrsmuseum Nürnberg erhalten sind. Zwischen 1850 und 1877 wurden allein mindestens 33 Eisenbahnwagen für den bayerischen Königshof gebaut.

## König Ludwig I.
1844 ließ König Ludwig I. von Bayern bei seinem Innenminister, Karl von Abel, anfragen, ob „eigene Eisenbahnwagen für den ausschließlichen Gebrauch durch das Königshaus“ mit den Bestimmungen der Bayerischen Verfassung zu vereinbaren seien. Der Innenminister bejahte das und sprach sich für die Finanzierung solcher Wagen auf Staatskosten aus. Das Projekt wurde aber damals nicht weiter verfolgt.

## König Maximilian II.

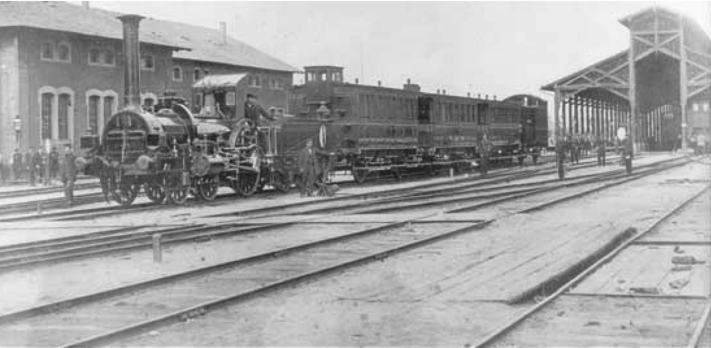
Hofzug der Pfälzischen Ludwigsbahn für König Maximilian II. von Bayern (1867)

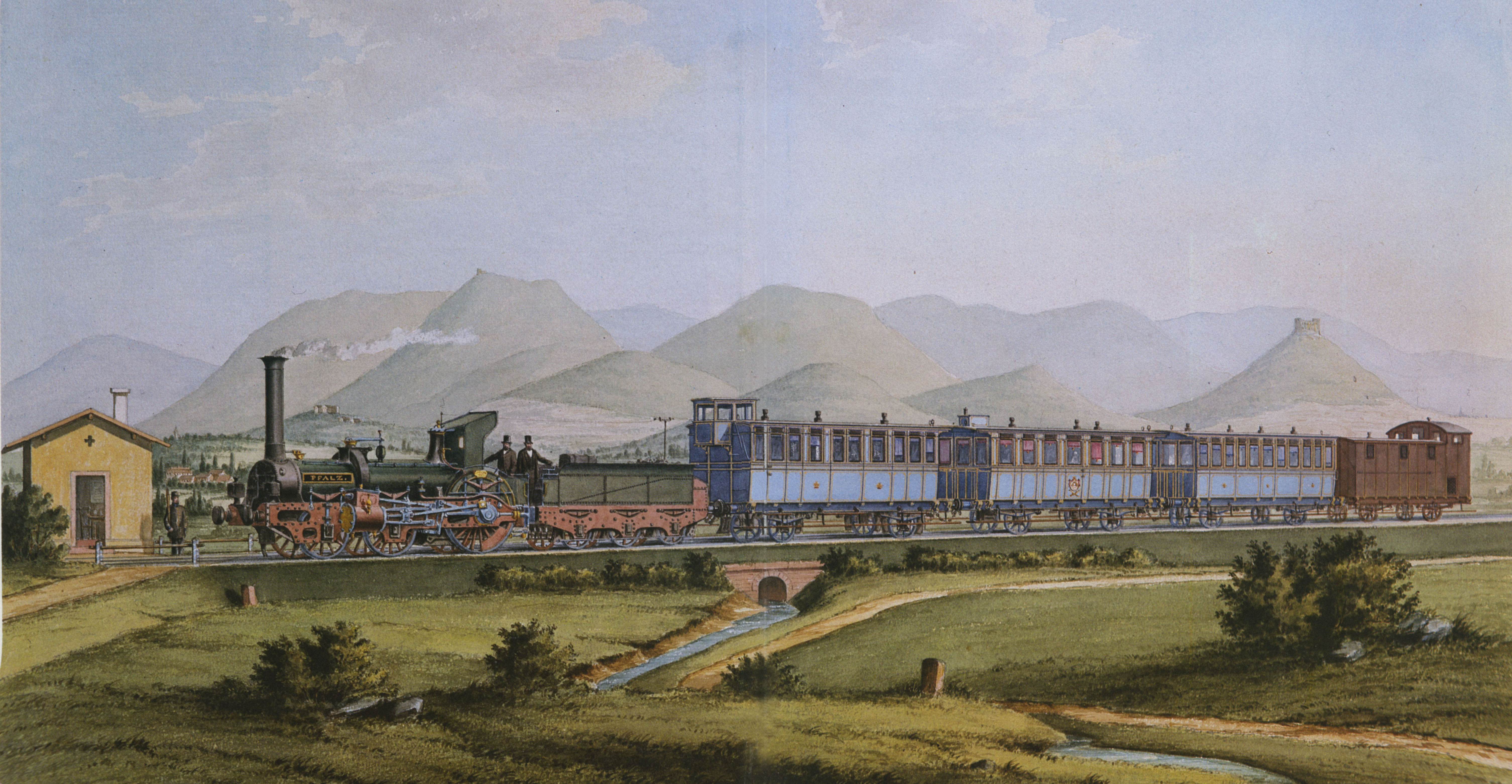
Der gleiche Zug, dargestellt in einem Aquarell (1864)

König Maximilian II. erlangte nach der Abdankung seines Vaters in der Revolution von 1848 die bayerische Krone. Kaum hatte sich die Revolution 1849 beruhigt, orderte der neue König einen ersten Salonwagen für sich, der bereits 1850 fertiggestellt war. Weitere Wagen folgten, so dass spätestens 1855 ein Hofzug vorhanden war. Aber schon kurze Zeit später – die Eisenbahntechnik, ebenso wie die Ansprüche an den Reisekomfort entwickelten sich in dieser Zeit rasant – ließ der König bereits ab 1858 einen zweiten Hofzug bauen. Diese Wagen waren als Durchgangswagen konstruiert.
Daneben gab es weitere Hofzüge für König Maximilian II.:
- Der Hofzug der Bayerischen Ostbahn wurde vor 1859 gebaut. In diesem Jahr ließ der König den Zug um einen Terrassenwagen, einen offenen Aussichtswagen, ergänzen. Nach Verstaatlichung der Ostbahn 1875 ging der Bestand dieses Hofzuges wahrscheinlich an die Königlich Bayerischen Staatseisenbahnen über.[7]
- Der Hofzug der Pfälzischen Ludwigsbahn-Gesellschaft wurde für Fahrten des Königs in der Pfalz (Bayern) vorgehalten. Er wurde 1864 gebaut, vermutlich in der Pfalzbahnwerkstätte in Ludwigshafen.[8] Der Zug bestand aus vier zweiachsigen Wagen, drei Personenwagen, die in einer Mischform aus Durchgangs- und Abteilwagen konstruiert waren, und einem Gepäckwagen. Die Personenwagen waren nach einem erhaltenen Aquarell in einem hellen Blau gestrichen, der Gepäckwagen braun. Ein erhaltenes Schwarz-Weiß-Foto des Zuges zeigt einen dunklen Anstrich. Der erste Wagen hatte zur Lokomotive hin einen geschlossenen Bremsersitz und eine geschlossene Wand. Er hatte 10 Fensterachsen, an der vorderen Seite eine Einstiegstür, am anderen Ende eine offene Einstiegsplattform. Die Stirnseite war an diesem Ende zur Plattform hin verglast. Zwei an den Wagenwänden befestigte oder aufgemalte Königskronen wiesen auf den besonderen Zweck des Wagens hin. In diesem Wagen reiste wohl Gefolge.[9] Der folgende Wagen war der, den der König persönlich nutzte. Er hatte sieben Fensterachsen und ihn zierte ein seitlich angebrachtes Königswappen. Beide Wagenenden hatten offene Einstiegsplattformen. Die Stirnseiten waren verglast. Auf dem Dach befand sich ein Wasserbehälter.[10] Der dritte Wagen war dem ersten sehr ähnlich, wird jedoch mit 11 Fensterachsen dargestellt, und drei statt zwei Kronen schmückten die Seitenwand.[11] Es folgte der Gepäckwagen.[12] 1870 wurde der Zug um weitere vier Wagen ergänzt.[13] Die alten Wagen wurden in den 1890er Jahren umgebaut. Der Königssalon erhielt nun mittig in der Längsseite eine zusätzliche Einstiegstür, der Wasserbehälter wurde entfernt, dafür aber unter dem Fahrzeug ein Gasbehälter für die Beleuchtung montiert.[14] Der Wagen erhielt die Nummer 2 und war noch 1913 im Fahrzeugbestand. Der Gefolgewagen wurde 1904 zu einem Arztwagen umgebaut.[15] Erst 1903 wurde erstmals ein vierachsiger Salonwagen in Dienst gestellt.[16]

## Ludwig II.

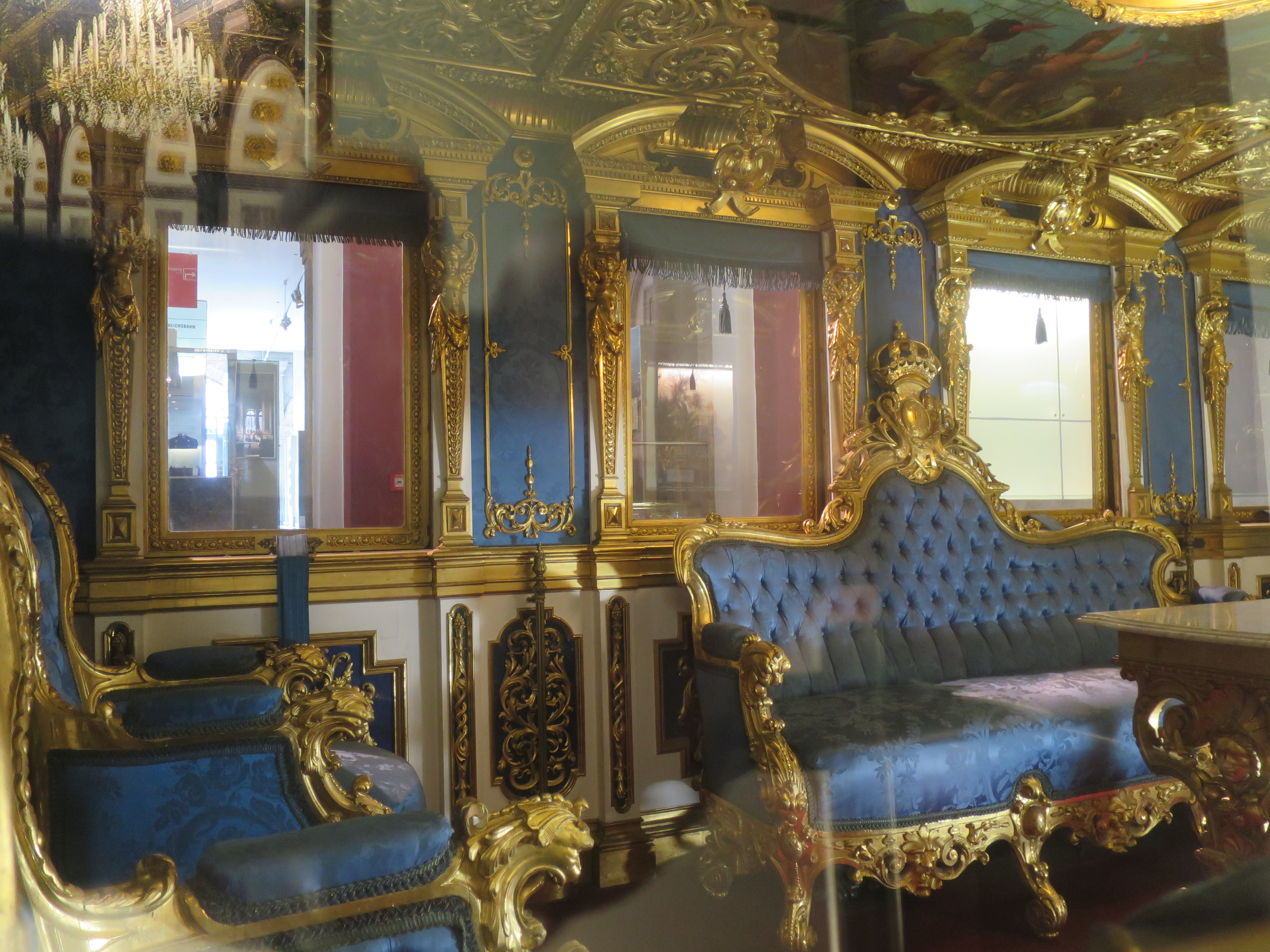
Salon im Wagen König Ludwig II.

König Ludwig II. übernahm den Hofzug seines Vaters ergänzte ihn, z. B. um einen eigenen Terrassenwagen, und ließ insbesondere den Salonwagen für seine persönliche Nutzung massiv umgestalten.
Der König nutzte diesen Hofzug offenbar nur selten. Fotografien von dem Zug in seinen Regierungsjahren 1864 bis 1886 sind nicht bekannt. Mit fortschreitender Regierungszeit reiste er immer häufiger „inkognito“. Er nutzte dazu einen aus Personenwagen des öffentlichen Verkehrs zusammengestellten Sonderzug, nicht die schon in ihrer äußeren Gestaltung sehr auffälligen Wagen des Hofzuges. Deshalb ist über die Zusammensetzung des Hofzuges im Einzelnen wenig bekannt. Hinzu kommt, dass die Unterlagen der Eisenbahnverwaltung über Fahrten des Hofzuges als geheim eingestuft waren und, nachdem eine solche Fahrt abgeschlossen war, vernichtet wurden. Zwei Reisekommissare des Königs sind namentlich bekannt, Friedrich Petri und Adolph Schamberger. Sie stellten das Scharnier zwischen den protokollarisch-höfischen und den eisenbahn-verkehrstechnischen Erfordernissen bei einer Reise des Königs sicher. Ein Verzeichnis der Wagen des Zuges – das allerdings erst aus dem Jahr 1913 stammt – gibt folgende Fahrzeuge an, die zu dem Hofzug gehörten:
- Gepäckwagen (Dreiachser)
- Salonwagen König Ludwigs II. von Bayern (Drehgestellwagen)
- Terrassenwagen (Dreiachser)
- Salonwagen für Gefolge (Dreiachser)
- Salonwagen für Gefolge und den Reisekommissar (Dreiachser)
- Dienerschafts- und Heizwagen (Dreiachser)
- Küchenwagen 1 (Dreiachser)
- Küchenwagen 2 (Zweiachser, Umbau eines Wagens 3. Klasse aus dem Jahr 1893[22])

Es ist davon auszugehen, dass in der Regel hinter der Lokomotive als Schutz bei einem Zusammenstoß ein Gepäckwagen als Knautschzone eingestellt war. Ob es Lokomotiven gab, die grundsätzlich vor dem Hofzug eingesetzt wurden, ist nicht bekannt. Bei den damaligen Betriebsverhältnissen und den relativ kurzen Strecken, die Dampflokomotiven damals durchgehend laufen konnten, ist bei längeren Fahrten sowieso mit mehrfachem Lokomotivwechsel zu rechnen. Außerdem wurden wohl immer die modernsten Maschinen eingesetzt, die zur Verfügung standen, wenn der König unterwegs war.
Als der König sich zunehmend aus der Öffentlichkeit zurückzog und einen aus Personenwagen des öffentlichen Verkehrs zusammengestellten Sonderzug nutzte, sah das die Hofverwaltung äußerst ungern. Sie plante daraufhin einen eigenen Inkognito-Zug, für den 1876 ein „Service-Wagen“ (wohl ein Küchenwagen) und ein Wagen für das Gefolge in Dienst gestellt wurde. Gleichwohl konnte das Inkognito nicht immer gewahrt werden.

## Prinzregent Luitpold
Prinzregent Luitpold von Bayern, Onkel und 1886 de facto Nachfolger von König Ludwig II., da der nominelle König Otto I. psychisch schwer erkrankt war, ließ sich ab 1891 einen modernen Hofzug bauen:
- Salonwagen Nr. 1 (Vierachser)
- Salonwagen Nr. 2 (Vierachser)
- Salonwagen Nr. 8 (Sechsachser), Ergänzung von 1899, gebaut von der Waggonbaufabrik Josef Rathgeber in München. Es war damals einer von nur vier sechsachsigen Wagen auf „deutschen“ Eisenbahnen – alles Salonwagen. Die anderen liefen im Hofzug Kaiser Wilhelms II., im ungarischen Hofzug des österreichischen Kaisers und für Großherzog Friedrich I. von Baden.[28]
- Gefolgewagen (Vierachser)
- Gefolgewagen (Dreiachser)
- Dienerwagen
- Packwagen
- Küchenwagen Nr. 14
- Packwagen (Vierachser), Ergänzung von 1910, umgebaut zum Küchenwagen 1916

Der Bauform nach lehnten sich diese Wagen an die damals üblichen Drehgestellwagen für Schnellzüge an, wiesen die gehobene Ausstattung für Salonwagen auf, waren aber bei weitem nicht so prächtig und auffällig gestaltet wie die seines Amtsvorgängers. Diese Wagen wurden auch von seinem Nachfolger und Sohn, Prinzregent und später König Ludwig III. genutzt.

## Anlässe
In der Literatur gibt es eine Aufstellung, die die Anlässe für „Reisen der bayerischen Könige“ nennt – ohne allerdings die Quellengrundlage, den betrachteten Zeitraum oder die absolute Zahl zu nennen, aus der diese Prozentwerte errechnet wurden:
- 66 % dienstlich
  - 18 % außenpolitisch
  - 28 % innenpolitisch
  - 15 % militärisch
  - 05 % Studien
- 34 % privat
  - 22 % Familienbesuche
  - 12 % Erholung, Kur, Jagd